# Laminat

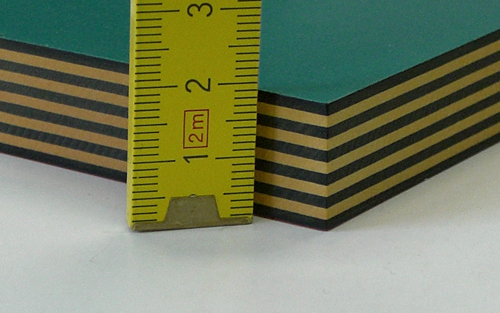
Laminat cirka 20 mm tjockt

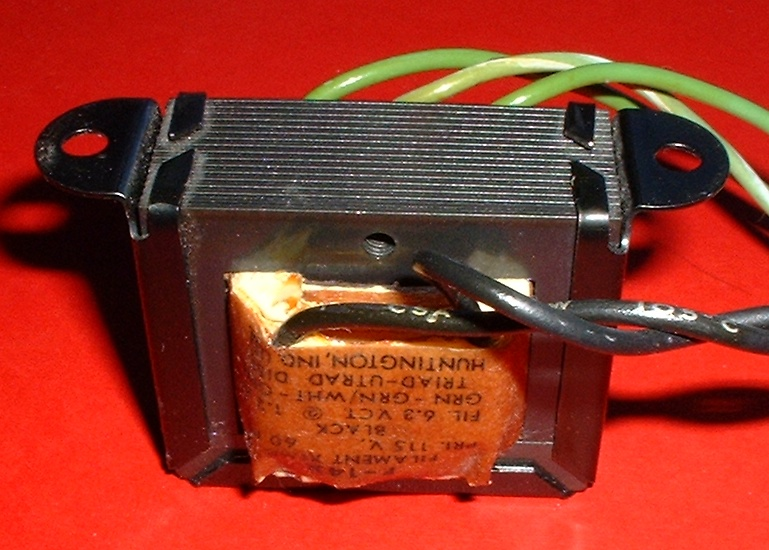
Transformator med laminerad kärna

Laminat är ett material som består av flera olika skikt som sitter ihop ovanpå varandra. Plywood är en typ av trälaminat medan spånskiva inte är det. Högtryckslaminat är en laminatbeläggning på en träskiva med varierande estetiska mönster. Laminatgolv är ett annat användningsområde eller moduler för tak- samt väggbeklädnad.
Ett laminat används i båtbygge, en glasfiberarmerad plastbåt är uppbyggd av polyester eller epoxi samt glasfiber. Det förekommer även laminerade distansmaterial i en båts skrov eller däck som kan bestå av till exempel skivor av polyuretanskum.
Laminat används till exempel till bowlingbanor.
Laminerat glas kan vara uppbyggt av två eller fler lager av glas med en plastfilm emellan.
Laminatstål består av olika skikt av legeringar av stål. Knivar kan göras av laminatstål för att ge vass egg av hårt stål samtidigt som bladet ges viss böjlighet genom ett andra skikt innehåller mer "mjukt" stål.
Att sammanfoga flera skikt kallas ibland laminering. Ibland menar man med laminering att man bakar in ett pappersdokument, till exempel ett ID-kort, mellan två plastskikt.